# Aegophagamyia grisea
Aegophagamyia grisea är en tvåvingeart som beskrevs av H. Oldroyd 1960. Aegophagamyia grisea ingår i släktet Aegophagamyia och familjen bromsar.
Artens utbredningsområde är Madagaskar. Inga underarter finns listade i Catalogue of Life.